# دیدار پایانی لیگ قهرمانان آسیا ۲۰۲۰
فینال لیگ قهرمانان آسیا ۲۰۲۰ رقابت پایانی لیگ قهرمانان آسیا ۲۰۲۰ بود؛ سی و نهمین دوره از بالاترین سطح مسابقات فوتبال آسیایی که توسط کنفدراسیون فوتبال آسیا (اِی‌اف‌سی) پایه‌گذاری شده‌است و همچنین هجدهمین دوره از مسابقاتی که با عنوان لیگ قهرمانان آسیا شناخته می‌شود.
باشگاه فوتبال پرسپولیس ایران به عنوان نخستین فینالیست در ۱۲ مهر ۱۳۹۹ به مرحلهٔ فینال راه پیدا کرد و در بازی پایانی با نتیجه ۲–۱ مغلوب اولسان هیوندای شد.
تیم اولسان هیوندای کره جنوبی به عنوان برنده دیدار فینال رقابت‌های لیگ قهرمانان آسیا ۲۰۲۰ به جام باشگاه‌های جهان ۲۰۲۰ راه یافت. همچنین این دومین قهرمانی این تیم در لیگ قهرمانان آسیا بود.

## تیم‌ها
| تیم            | منطقه | دیدارهای فینال پیشین (پررنگ نشان‌دهنده قهرمانی تیم‌ها است) |
| -------------- | ----- | -------------------------------------------------------- |
| پرسپولیس       | غرب   | ۱ (۲۰۱۸)                                                 |
| اولسان هیوندای | شرق   | ۱ (۲۰۱۲)                                                 |

## ورزشگاه
در ۱۶ اکتبر ۲۰۲۰، AFC اعلام کرد که فینال در دوحه قطر برگزار می‌شود. در ادامه کنفدراسیون فوتبال آسیا، ورزشگاه الجنوب واقع در شهر الوکره را میزبان دیدار فینال رقابت‌های سال ۲۰۲۰ اعلام کرد. این ورزشگاه همچنین دومین ورزشگاه آماده‌شده برای جام جهانی فوتبال ۲۰۲۲ است.
کنفدراسیون فوتبال آسیا در ۱۸ دسامبر ۲۰۲۰ اعلام کرد که طبق توافق‌هایی که با فدراسیون فوتبال قطر داشته‌است، تعداد محدودی از هواداران تیم‌ها اجازه حضور در ورزشگاه را دارند. این مسابقه، اولین مسابقه آسیایی بعد از دنیاگیری کووید-۱۹ بود که با حضور تماشاگران برگزار شد.

## مسیر تا فینال
توجه: گل‌های فینالیست‌ها در سمت راست آمده‌اند. (خ: خانه، ب: بیرون از خانه)
| تیم      | بازی | امتیاز |
| -------- | ---- | ------ |
| پرسپولیس | ۶    | ۱۰     |
| التعاون  | ۶    | ۹      |
| الدحیل   | ۶    | ۹      |
| الشارجه  | ۶    | ۷      |

| تیم            | بازی | امتیاز |
| -------------- | ---- | ------ |
| اولسان هیوندای | ۶    | ۱۶     |
| توکیو          | ۶    | ۱۰     |
| شانگهای شنهوآ  | ۶    | ۷      |
| پرث گلوری      | ۶    | ۱      |

## قالب
فینال به صورت تک مسابقه برگزار می‌شود. اگر بعد از پایان وقت قانونی بازی مساوی شود، از وقت اضافه و در صورت لزوم، ضربات پنالتی برای تعیین تیم برنده استفاده می‌شود.

## پیش مسابقه

### ماجرای شکایت النصر
پرسپولیس با پیروزی مقابل النصر به فینال لیگ قهرمانان آسیا صعود کرد اما ساعتی پس از برد شیرین سرخپوشان، رسانه‌های سعودی از شکایت النصر به ای‌اف‌سی در مورد خریدهای جدید پرسپولیس خبر دادند. جایی که مسئولان باشگاه زردپوش اعتقاد داشتند که سرخ‌ها از نقل و انتقالات محروم هستند و به صورت غیرقانونی ۷ بازیکن را بازی داده‌اند.
بعد از جدایی برانکو ایوانکوویچ و محکومیت پرسپولیس در کمیته انضباطی فیفا، این باشگاه در مهلت مقرر مبلغ حکم را پرداخت نکرد و در نتیجه پنجره نقل و انتقالاتی این تیم بسته شد. باشگاه پرسپولیس پیش از خاتمه مهلت ۳۰ روزه توسط فیفا، با بازیکنان جدید قرارداد منعقد کرد و قراردادها را در سازمان لیگ به ثبت رساند.
پرسش کلیدی که معما را حل کرد این بود که آیا پرسپولیس امکان خرید بازیکن در آن فرصت یک‌ماهه را داشت؟ در نامه فیفا صراحتاً آمده که «اگر در مهلت ۳۰ روزه پرداخت انجام نشود، پنجره بسته خواهد شد.» در واقع پنجره پرسپولیس قبل از تاریخ ۲۱ شهریور بسته نبود و سرخ‌ها می‌توانستند بازیکن مورد نظر خود را به خدمت بگیرند. در واقع این قسمت نیز ارتباطی به اصل ماجرا نداشت و پرسپولیس پیش از این که پنجره اش بسته شود، خریدهای خود را انجام داده بود. در آخر پس از کش و قوس‌های فراوان و شکایت‌های پشت سر هم و بی اثر باشگاه النصر، شکایت آن‌ها توسط کنفدراسیون فوتبال آسیا و در ادامه دادگاه CAS مورد قبول قرار نگرفت.

## محرومان

### پرسپولیس
عیسی آل‌ کثیر در مرحله یک‌چهارم نهایی پس از گلزنی به تیم پاختاکور ازبکستان، شادی گل جنجال آفرینی انجام داد که به زعم کنفدراسیون فوتبال آسیا حرکت وی نژاد پرستانه تلقی شد و آل‌ کثیر  به مدت شش ماه از تمام فعالیت‌های ورزشی محروم و به پرداخت جریمه نقدی ۱۰ هزار دلاری محکوم شد. احسان پهلوان و وحید امیری نیز با گرفتن کارت زرد در دیدار مقابل النصر دو کارته شدند و بازی فینال را از دست دادند.

### اولسان هیوندای
تیم اولسان هیوندای بدون هیچ محروم و مصدومی به بازی پایانی رسید.

## مسابقه

### جزئیات
| پرسپولیس | ۱–۲   | اولسان هیوندای                  |
| -------- | ----- | ------------------------------- |
| عبدی ۴۵' | گزارش | ۴۹'، ۵۵' (پنالتی) جونیور نگرائو |

| پرسپولیس | اولسان‌هیوندای |

| GK           | ۸۱ | حامد لک               |  |     |
| RB           | ۱۷ | مهدی شیری             |  | '۷۴ |
| CB           | ۶  | محمدحسین کنعانی‌زادگان |  |     |
| CB           | ۴  | سید جلال حسینی (ک)    |  |     |
| LB           | ۷۷ | سعید آقایی            |  |     |
| CM           | ۶۶ | میلاد سرلک            |  |     |
| CM           | ۸  | احمد نوراللهی         |  |     |
| RM           | ۸۸ | سیامک نعمتی           |  |     |
| AM           | ۵  | بشار رسن              |  |     |
| LM           | ۲  | امید عالیشاه          |  | '۹۰ |
| CF           | ۱۶ | مهدی عبدی             |  |     |
| تعویض‌ها:     |    |                       |  |     |
| GK           | ۳۴ | امیرمحمد یوسفی        |  |     |
| GK           | ۴۴ | بوژیدار رادوشویچ      |  |     |
| DF           | ۱۵ | محمد انصاری           |  |     |
| DF           | ۳۸ | احسان حسینی           |  |     |
| MF           | ۱۱ | کمال کامیابی‌نیا       |  |     |
| MF           | ۲۳ | علی شجاعی             |  | '۹۰ |
| MF           | ۲۶ | سعید حسین‌پور          |  |     |
| FW           | ۲۵ | آریا برزگر            |  |     |
| FW           | ۳۶ | آرمان رمضانی          |  | '۷۴ |
| سرمربی:      |    |                       |  |     |
| یحیی گل‌محمدی |    |                       |  |     |

| GK         | ۱  | جو سو-هوک        |     |       |
| RB         | ۲۳ | کیم تائه-هوان    |     |       |
| CB         | ۴۴ | کیم کی-هی        |     |       |
| CB         | ۴  | دیو بولتوش       | '۷۹ |       |
| LB         | ۶  | پارک جو-هو       |     | '۷۲   |
| DM         | ۱۶ | وون دو-جائه      |     |       |
| RM         | ۷۲ | لی چونگ-یونگ     |     | '۷۲   |
| CM         | ۱۰ | یون بیت-گارام    |     |       |
| CM         | ۸  | سین جین-هو (ک)   |     | '۸۳   |
| LM         | ۷  | کیم این-سونگ     |     | '۹۰+۱ |
| CF         | ۹  | جونیور نگرائو    | '۸۲ | '۸۳   |
| تعویض‌ها:   |    |                  |     |       |
| GK         | ۲۵ | سو جون-هوان      |     |       |
| DF         | ۲  | جونگ دونگ-هو     |     |       |
| DF         | ۱۵ | جونگ سئونگ-هیون  |     | '۸۳   |
| DF         | ۶۶ | سئول یونگ-وو     |     | '۹۰+۱ |
| DF         | ۷۷ | هونگ چال         |     | '۷۲   |
| MF         | ۲۲ | کوه میونگ-جین    |     |       |
| MF         | ۱۷ | کیم سونگ-جون     |     |       |
| MF         | ۹۸ | لی سانگ-هئون     |     |       |
| FW         | ۱۱ | لی کیون-هو       |     | '۷۲   |
| FW         | ۱۹ | بیورن مارش یونسن |     | '۸۳   |
| سرمربی:    |    |                  |     |       |
| کیم دو-هون |    |                  |     |       |

| کمک داورها: رمضان سعید نعیمی سعود احمد داور چهارم: هتیکمکانامگه پریرا داور پنجم: محد یسری محمد کمک داور ویدئویی: خمیس المری دستیار کمک داور ویدئویی: ادهم المخادمه محمد امیرول ایزوان یعقوب | قوانین بازی - ۹۰ دقیقه. - در صورت مساوی بودن ۳۰ دقیقه وقت اضافه. - ضربات پنالتی اگر بعد از وقت اضافه مساوی شود. - ده ذخیره مشخص شده، که ممکن است حداکثر پنج نفر از آن‌ها استفاده شود، و یک تعویض ششم در وقت اضافه مجاز است. |

## حواشی
- پس از مدت ها که فردوسی پور ممنوع الکار و فعالیت بود و هیچ مسابقه ای را در تلویزیون ایران گزارش نمیکرد.

اینستاگرام صفحه theafchub_ir از عادل فردوسی‌پور دعوت کرد تا در لایو این صفحه فینال لیگ قهرمانان آسیا را اختصاصی برای کاربران ایرانی آن گزارش کند. 
که بصورت بی سابقه ای مورد توجه کاربران قرار گرفت .
- اپراتور حساب رسمی شبکه‌های اجتماعی اولسان هیوندای یک ایونت ویژه برای طرفداران ایرانی را افتتاح کرد.[۱۳]
- هواداران تیم استقلال با هجوم به اینستاگرام تیم اولسان، مطالبی را در حمایت از این تیم کُره‌ای در صفحه این باشگاه قرار دادند.[۱۴]